# Jerry Zucker (homme d'affaires)
Pour les articles homonymes, voir Zucker.
Jerry Zucker (24 août 1949 - 12 avril 2008) est un homme d'affaires israélien naturalisé américain. Il résida notamment à Charleston (Caroline du Sud).
Il est particulièrement connu pour avoir racheté la Compagnie de la Baie d'Hudson, une légende du commerce au Canada.

## Biographie
Né en Israël, il entre aux États-Unis en 1952. Il travaille à l'âge de douze ans pour une station de télévision pour faire de petites livraisons. Il sort diplômé de l'Université de Floride avec trois baccalauréats en sciences: mathématique, chimie et physique. Il fait ensuite une Maîtrise en génie électrique. Tout en travaillant dans son domaine, il devient cadre puis homme d'affaires. En 1982, il achète sa première usine textile. Il est président et directeur général de Polymer Group quand celle-ci achète Dominion Textile Company de Montréal en 1997. Il laisse la compagnie en 2003.
Zucker devient président-directeur général de InterTech Group, une compagnie de gérance dans l'industrie textile, chimique et manufacturière ayant des ventes de 3 milliards de $US en 2006. Une de ses divisions est la troisième productrice de couches, tissus de nettoyage et de sarreaux médicaux. Procter & Gamble, Paragon, Johnson & Johnson sont de très gros clients.
À l'instigation de Zucker, Intertech achète la Compagnie de la Baie d'Hudson, le plus grand détaillant au Canada, en 2006. Il en deviendrait le gouverneur et directeur général.
Avant sa mort, Zucker était également un des propriétaires de l'équipe de hockey des Stingrays de la Caroline du Sud de la East Coast Hockey League. On le plaçait au 746e rang des hommes les plus riches au monde et 354e aux États-Unis selon le magazine Forbes. Il détenait également 280 brevets.
Zucker est mort le 12 avril 2008du cancer à 58 ans.